# 池田仲博
池田 仲博（いけだ なかひろ、1877年（明治10年）8月28日 - 1948年（昭和23年）1月1日）は、明治から昭和にかけての華族（侯爵）・貴族院議員・陸軍軍人（陸軍歩兵中尉）。鳥取池田家第16代当主。

## 略歴
1877年（明治10年）8月28日、徳川慶喜の五男として生まれる。初名は博（ひろし）。佐野源次郎方へ預けられる。1880年（明治13年）9月、徳川邸に戻る。1887年（明治20年）3月に兄厚とともに静岡から東京に移り、4月に学習院に入学した。1890年（明治23年）2月25日、従兄にあたる侯爵池田輝知が嗣子なくして死去したのに伴い、その次女・亨子（みちこ）と結婚し婿養子として池田侯爵家を相続・襲爵した。同年4月11日、輝博と改名する。1894年（明治27年）1月25日、明治天皇の五男の輝仁親王と1字が重なることから、鳥取藩初代藩主池田光仲の一字を加えて仲博（なかひろ）に改名する。
1896年（明治29年）5月、同族の子爵池田源とともに北海道の十勝地方の中川郡におよそ300万坪の原野（利別太・下利別に約220万坪、ウシシュベツに約70万坪）の貸付を得て、池田農場を開設した。
1896年（明治29年）に学習院初等科を卒業、さらに1898年（明治31年）11月25日に陸軍士官学校（10期）を卒業、翌1899年（明治32年）6月27日には陸軍歩兵少尉に任官。第一師管軍法会議判士、陸軍幼年学校生徒隊中隊付などを歴任した。1909年（明治42年）9月30日、予備役に編入された。
1902年（明治35年）7月28日から貴族院議員（侯爵議員）を務め、火曜会に属した。
1907年（明治40年）、仲博は当時の皇太子嘉仁親王（のちの大正天皇）の山陰行啓時の宿泊施設として鳥取城跡の扇御殿跡に自身の別邸を建てた。これがいわゆる「仁風閣」である。「仁風閣」の館名は、この行啓に随行した元帥海軍大将・東郷平八郎が命名による。
1910年頃に俳句をやり高浜虚子の指導を受け、父慶喜と虚子を引き合わせたこともある。
1946年（昭和21年）4月12日、貴族院議員を辞職。同年、公職追放となる。1947年（昭和22年）5月3日、華族制度の廃止により失爵した。
1948年（昭和23年）1月1日に逝去した。墓所は、元は東京の多磨霊園にあったが、2003年（平成15年）に鳥取市の大雲院へ改葬された。

## 栄典
位階
- 1903年（明治36年）12月11日 - 従四位[9]
- 1914年（大正3年）12月28日 - 従三位[10]

勲章等
- 1897年（明治30年）6月30日 - 勲四等瑞宝章[11]
- 1906年（明治39年）4月1日 - 旭日小綬章[12]
- 1915年（大正4年）11月10日 - 大礼記念章[13]
- 1938年（昭和13年）2月11日 - 金杯一個[14]

## 家系
父母
- 実父：徳川慶喜
- 母：新村信
- 義父：池田輝知
輝知の実父・池田慶徳は徳川慶喜の異母兄。つまり輝知は仲博の従兄にあたる。

配偶
- 妻：池田亨子（輝知の次女）

子女
- 長女：幹子（1902年 - 1996年、徳川宗敬夫人）
- 長男：池田徳真（1904年 - 1993年、17代当主）
- 次男：朽木綱博（1905年 - 1963年、朽木綱貞養子）
- 次女：静子（1907年 - 1987年、西郷従吾夫人）
- 三女：謙子（1907年 - 1994年、池田清就夫人）
- 四女：温子（1910年 - 不明、水野忠款夫人）
- 三男：荒尾博正（1911年 - 1959年、荒尾嘉就養子）

孫
- 甘露寺美代子（1921年 - 、幹子長女）
- 阿部伊都子（1922年 - 、幹子次女）
- 徳川宗信（1929年 - 1993年、幹子長男）
- 池田百合子（1933年 - 、徳真長女）
- 池田英子（1936年 - 、徳真次女）
- 恵美子・マイヤー（1938年 - 、徳真三女）
- 朽木彰（1935年 - 、綱博長男）
- 西郷従紀（1927年 - 1928年、静子長男）
- 安場祐子（1930年 - 、静子長女）
- 池澤朗子（1934年 - 、静子次女）
- 西郷従節（1934年 - 、静子次男）
- 辻喜代子（1927年 - 、謙子長女）
- 松前澄子（1929年 - 、謙子次女）
- 池田隆（1936年 - 1978年、謙子長男）
- 瑠美子・ビョクロン（1934年 - 、温子長女）
- 水野忠俊（1937年 - 、温子長男）
- 水野美奈子（1944年 - 、温子次女、アイデン・ヤマンラール夫人）
- 岩城征子（1938年 - 、博正長女）
- 島村美沙子（1941年 - 、博正次女）
- 久松玲子（1944年 - 、博正三女）